# Penicillium freii
Penicillium freii är en svampart som beskrevs av Frisvad & Samson 2004. Penicillium freii ingår i släktet Penicillium och familjen Trichocomaceae.   Inga underarter finns listade i Catalogue of Life.